# سرگئی بورتکویچ
سرگئی ادواردویچ بورتکویچ (اوکراینی: Сергі́й Едуа́рдович Бортке́вич؛ ‏ روسی: Серге́й Эдуа́рдович Бортке́вич؛ ‏ ۲۸ فوریهٔ ۱۸۷۷ – ۲۵ اکتبر ۱۹۵۲) آهنگساز رومانتیک، موسیقی‌دان و نوازنده پیانو لهستانی‌تبار اهل اوکراین بود.
او از شاگردان آناتولی لیادوف و کارل فون آرک در «هنرستان موسیقی سن پترزبورگ» بود. وی سپس در سال ۱۹۰۰ به لایپزیگ رفت و دورهٔ تکمیلی موسیقی را در «هنرستان موسیقی لایپزیگ» زیر نظر آلفرد رایسنائر و زالومون یاداسون (هر دو از شاگردان فرانتس لیست) گذراند.
سبک پیانوی او مبتنی بر سبک‌های فرانتس لیست و فردریک شوپن بود که مایه‌هایی از سبک‌های پیوتر ایلیچ چایکوفسکی، سرگئی راخمانینف، الکساندر اسکریابین، ریشارد واگنر و موسیقی فولکلور اوکراینی را هم در بر می‌گرفت.
سرگئی بورتکویچ برای نخستین بار، نامه‌های نادیژدا فون مک و چایکوفسکی را از روسی به آلمانی ترجمه کرد.